# Bernard Gilduin
Bernard Gilduin is een romaans beeldhouwer, bekend onder zijn Latijnse naam Bernardus Gelduinus. Hij leefde in de 11e eeuw in het graafschap Toulouse. Hij stond aan het hoofd van een atelier van beeldhouwers. Zijn invloed reikte tot ver in Zuid-Frankrijk en Noord-Spanje. De gebruikte stijl van beeldhouwen betekende een trendbreuk in de romaanse kunst. Gilduin maakte de beelden volumineuzer alsook meer Karolingisch dan Byzantijns.
Zijn meest bekende bas-reliëf is de marmeren altaartafel in de basiliek van Saint-Sernin in Toulouse. Omwille van de omvang van de beelden denken sommigen dat het muurstukken waren afkomstig van het koor rond het altaar.

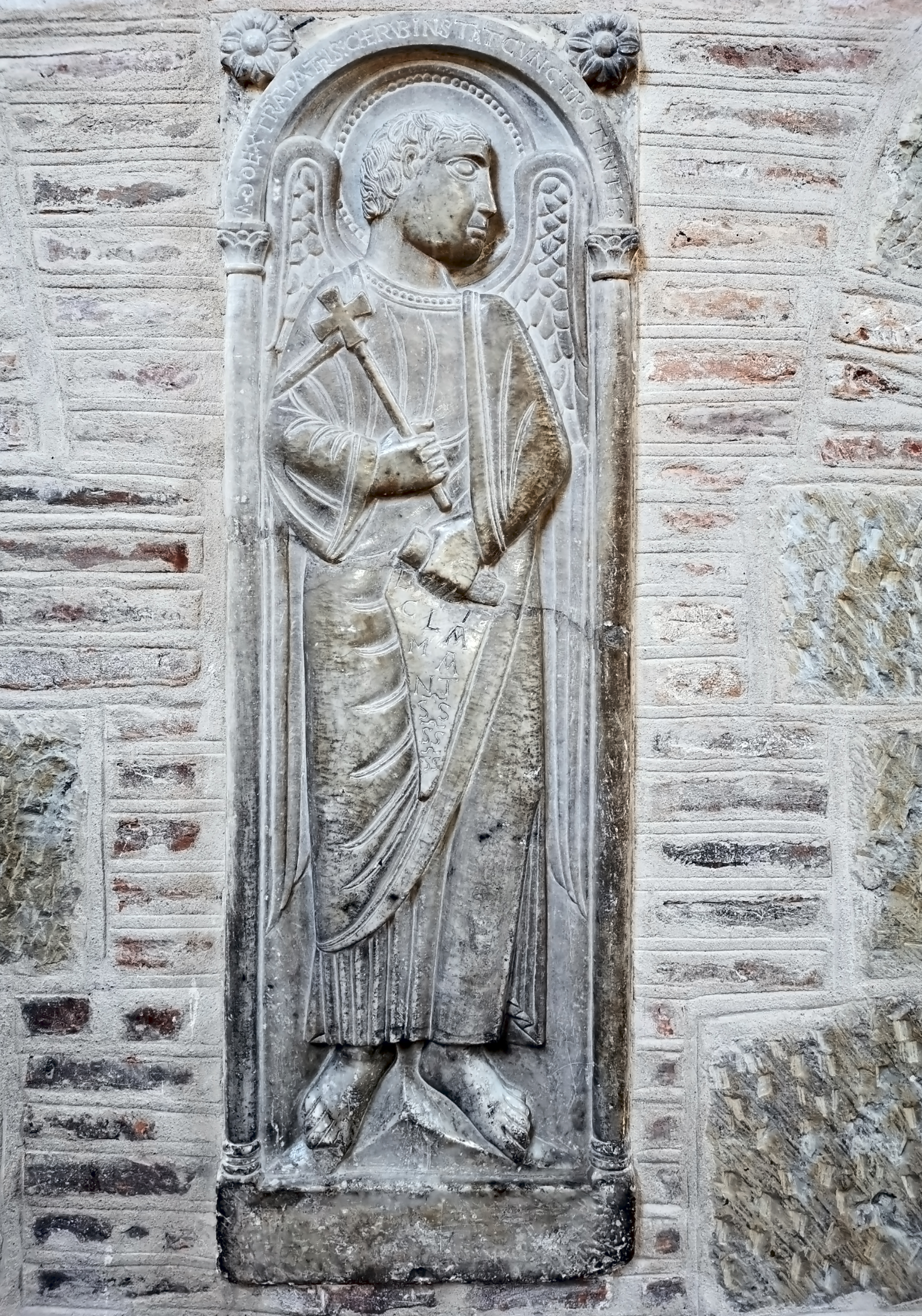
Cherubijn
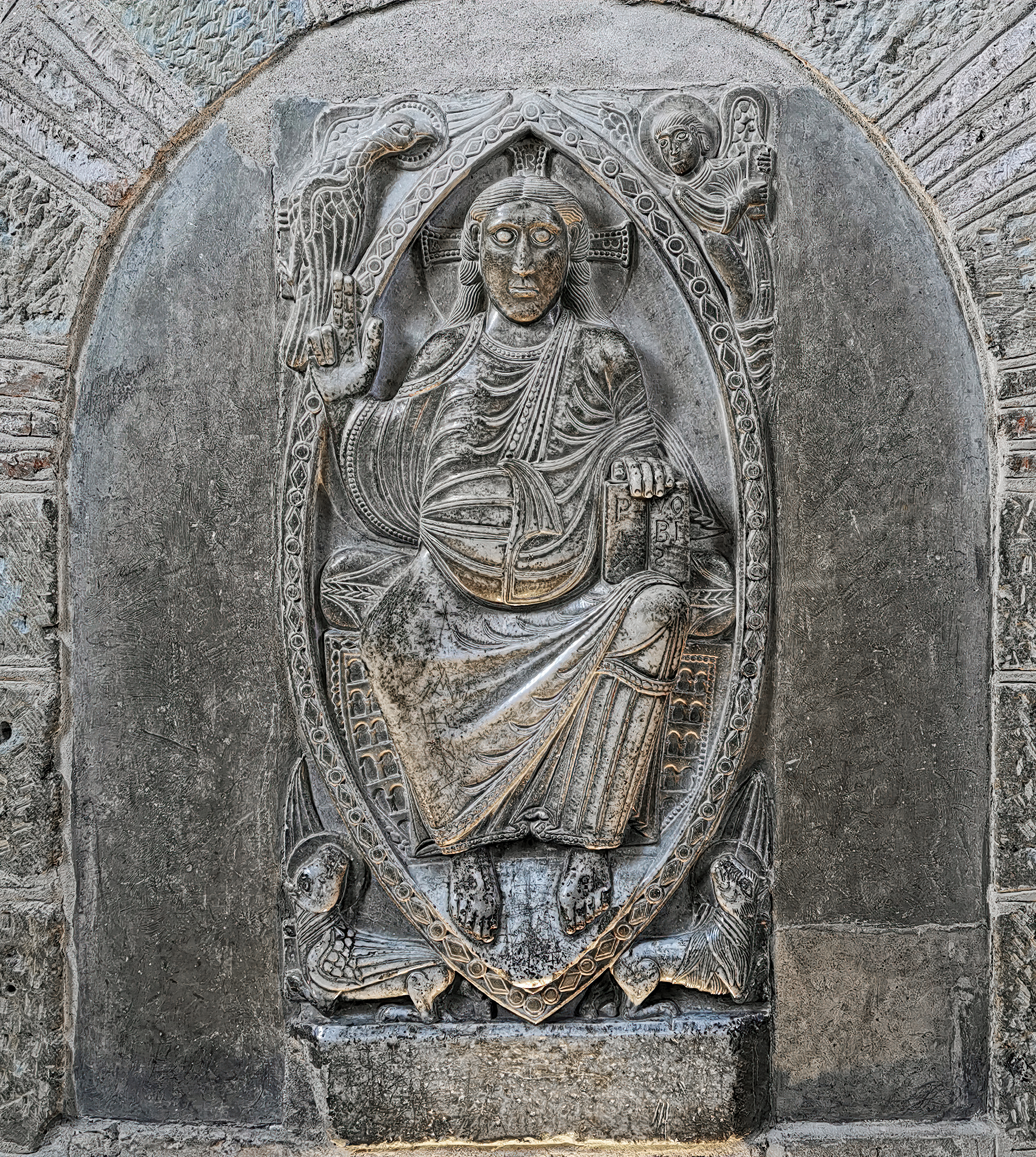
Maiestas Domini
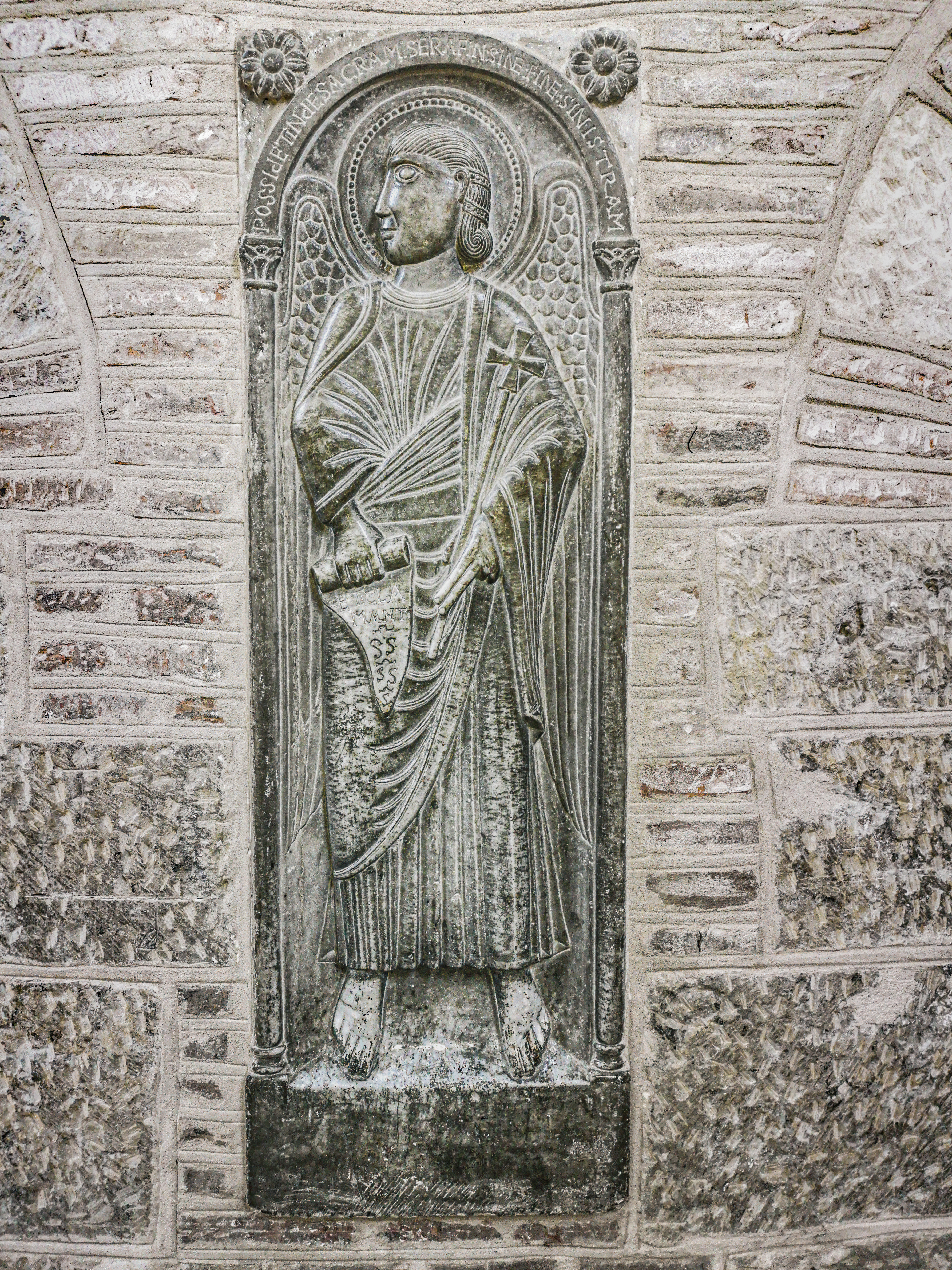
Seraph

- Gemeinsame Normdatei: 129548278
- Réseau des bibliothèques de Suisse occidentale: 02-A010089042
- Union List of Artist Names: 500124403
- Virtual International Authority File: 292820929